# 142369 Johnhodges
142369 Johnhodges este un asteroid din centura principală de asteroizi.

## Descriere
142369 Johnhodges este un asteroid din centura principală de asteroizi. A fost descoperit pe 14 septembrie 2002 la Observatorul Palomar de Robert D. Matson. Asteroidul prezintă o orbită caracterizată de o semiaxă mare de 2,45 ua, o excentricitate de 0,08 și o înclinație de 7,1° în raport cu ecliptica.